# Malaconothrus kotozenus
Malaconothrus kotozenus är en kvalsterart som beskrevs av K. Fujikawa 2005. Malaconothrus kotozenus ingår i släktet Malaconothrus och familjen Malaconothridae. Inga underarter finns listade i Catalogue of Life.